# Taurino Parvis
Taurino Parvis (Torino, 15 settembre 1879 – Barcellona, 9 maggio 1957) è stato un baritono italiano.

## Biografia
Nato al Cairo dal celebre ebanista Giuseppe Parvis e dalla minorchina Elena Garcias fu "Cantante-attore di notevole qualità, oltre che uomo di vasta cultura... in grado di cantare in sei lingue", veniva definito anche "baritono intellettuale". 
Studiò  musica (violoncello) e canto prima a Torino con il maestro Wilkinson, poi si perfezionò a Milano con il maestro Vanni, e contemporaneamente proseguì gli studi universitari in Giurisprudenza presso l'Università di Torino, laurea che ottenne nel 1903. 
Dopo aver ottenuto un contratto con la compagnia di canto costituita dal soprano napoletano Emma Carelli, debuttò nel 1900 nella prima esecuzione brasiliana dell'opera di Pietro Mascagni Iris, nella parte di Kyoto, al Teatro Lirico di Rio de Janeiro.
Il suo debutto in Italia avvenne nel 1901 al Teatro Comunale di Cesena nella parte di Marcello ne La bohème. 
Agli inizi della carriera si esibì nei principali teatri di provincia, a Reggio Emilia, Piacenza, Modena, Sanremo, Terni e Conegliano. 
Al Teatro Donizetti di Bergamo nel maggio 1904 è De Siriex in Fedora.
Nelle stagioni 1904-1905-1906 partecipò a una tournée americana che lo vide sulle scene dei principali teatri delle città del Nord America: al Teatro Metropolitan di New York debuttò in novembre come Enrico in Lucia di Lammermoor con Marcella Sembrich, Enrico Caruso e Marcel Journet seguito nello stesso anno da una parte secondaria, quella di Morales in Carmen con Journet, Mercutio in Romeo e Giulietta (Gounod) con Journet, Alfio in Cavalleria rusticana, Schaunard ne La bohème con Nellie Melba, Caruso, Antonio Scotti e Journet e Silvio ne Pagliacci (opera) con Caruso e Scotti.
Successivamente cantò a Philadelphia, Los Angeles, San Francisco, Chicago, Boston, Omaha, Minneapolis, Pittsburgh, Kansas City, Helsingør. 
Al Teatro alla Scala di Milano debuttò nel 1908 nella parte di Gerard in Andrea Chénier. Nella stagione 1911 cantò nella prima rappresentazione per il Teatro Regio di Torino nella parte dello sceriffo Rance ne La fanciulla del West. Aveva un vasto repertorio rappresentato da una settantina di parti, che comprendevano opere del primo romanticismo, del repertorio wagneriano, dell'opera verista. Inoltre, vanno ricordate, grazie anche alle sue particolari caratteristiche vocali e alla sua spiccata presenza scenica, anche opere del primo Novecento di compositori contemporanei italiani quali Amilcare Zanella, Marco Falghieri, Primo Riccitelli, Vincenzo Michetti, Luigi Mancinelli. Cantò con i più grandi cantanti del tempo, come i tenori Enrico Caruso, Miguel Fleta, Francesco Merli, Aureliano Pertile, i soprani Lucrezia Bori, Ester Mazzoleni, Bianca Scacciati. Tra il 1905 e il 1907 incise numerose arie d'opera per le case discografiche Columbia, Zonaphone, Pathè Record, Edison Record, Società Fonografica Napoletana. Cantò in diversi teatri internazionali. "Le parti che più contraddistinsero la sua carriera furono quelli dello sceriffo Jack Rance, di Falstaff e Scarpia, dove il baritono poteva  sfoggiare senza parsimonia la robustezza della sua voce e le sue notevoli capacità da grande attore". La carriera di Parvis durò oltre un trentennio: si ritirò dalle scene nei primi anni trenta, interpretando per l'ultima volta la parte di Ping in Turandot. Riprese l'attività forense e si trasferì in Spagna, dove divenne il locale agente di tutte le case cinematografiche italiane. "Ammalatosi non sopravvisse ad un difficile intervento chirurgico".

## Repertorio
- Domenico Cimarosa
  - Il matrimonio segreto (Conte Robinson)
- Gioachino Rossini
  - Il barbiere di Siviglia (Figaro)
  - Guglielmo Tell (Guglielmo Tell)
- Gaetano Donizetti
  - La favorita (Alfonso)
  - Linda di Chamounix (Antonio)
  - L'elisir d'amore (Belcore)
- Giuseppe Verdi
  - Il trovatore (Conte di Luna)
  - La traviata (Giorgio Germont)
  - Un ballo in maschera (Renato)
  - Ernani (Carlo)
  - Falstaff (Falstaff)
  - Otello (Jago)
- Richard Wagner
  - Parsifal (Amfortas)
  - I maestri cantori di Norimberga (Beckmesser)
  - Tristano e Isotta (Kurvenaldo)
- Giacomo Puccini
  - La bohème (Marcello)
  - Tosca (Scarpia)
  - La fanciulla del West (Rance)
  - Gianni Schicchi (Schicchi)
  - Manon Lescaut (Lescaut)
  - Madama Butterfly (Sharpless)
  - Turandot (Ping)
- Georges Bizet
  - Carmen (Escamillo e Morales)
- Hector Berlioz
  - La dannazione di Faust (Mefistofele)
- Charles Gounod
  - Faust (Valentino)
- Jules Massenet
  - Thaïs (Atanaele)
- Umberto Giordano
  - Andrea Chénier (Gerard)
  - Fedora (De Siriex)
  - Siberia (Gleby)
- Ruggero Leoncavallo
  - Pagliacci (Silvio)
- Pietro Mascagni
  - Cavalleria rusticana (Alfio)
  - Il piccolo Marat (Carpentiere)
- Francesco Cilea
  - Adriana Lecouvreur (Michonnet)
- Amilcare Ponchielli
  - La Gioconda (Barnaba)
- Riccardo Zandonai
  - I cavalieri di Ekebù (Cristiano)
- Richard Strauss
  - Feuersnot (Karl)
- Ermanno Wolf-Ferrari
  - Il segreto di Susanna (Conte Gil)
  - Sly (Graf)
- C. Cordara
  - La tentazione di Gesù (Satana)
- Luigi Mancinelli
  - Paolo e Francesca (Gianciotto)
- Amilcare Zanella
  - Aura (Moroldo)
- Marco Falgheri
  - Maricca (Billia)
- Gustavo Ottolenghi
  - L'espiazione
- Primo Riccitelli
  - I compagnacci (Bernardo)
- Guido Laccetti
  - I Carnasciali
- Vincenzo Michetti
  - La grazia (Tanu)
- Arrigo Pedrollo
  - Delitto e castigo (Marmeladov)
  - Terra promessa
- Guido Dall'Orso
  - Don Chisciotte